# Pedaliodes combeima
Pedaliodes combeima är en fjärilsart som beskrevs av Krüger 1924. Pedaliodes combeima ingår i släktet Pedaliodes och familjen praktfjärilar. Inga underarter finns listade i Catalogue of Life.